# آيت سعدلي لوطا (أبادو)
آيت سعدلي لوطا هي إحدى مشيخات المملكة المغربية، تتبع جغرافيا لإقليم الحوز وإداريًا لأبادو. يقدر عدد سكانها بـ 6093 نسمة حسب الإحصاء الرسمي للسكان والسكنى لسنة 2004.